# 20618 Daniebutler
20618 Daniebutler è un asteroide della fascia principale. Scoperto nel 1999, presenta un'orbita caratterizzata da un semiasse maggiore pari a 2,4590169 UA e da un'eccentricità di 0,1516527, inclinata di 7,11355° rispetto all'eclittica.